# Братанов, Василий Николаевич
Василий Николаевич Братанов (1862—?) — русский военачальник, генерал-лейтенант.

## Биография
Родился 29 декабря 1862 года в православной семье.
Образование получил в 3-й Санкт-Петербургской военной гимназии.
В военную службу вступил 1 сентября 1880 года.
Окончил 2-е военное Константиновское училище (1882). Выпущен подпоручиком (ст. 07.08.1882) в 35-й пехотный Брянский полк. Поручик (ст. 07.08.1886).
Окончил Николаевскую академию генштаба (1892; по 1-му разряду). Штабс-капитан (пр. 1892; ст. 06.05.1892; за отличие). Состоял при Киевском военном округе. Старший адъютант штаба 9-й пехотной дивизии (26.11.1892—05.04.1896).
Капитан (ст. 17.04.1894). Цензовое командование ротой отбывал в 35-м пехотном Брянском полку (29.09.1894—13.10.1895). Старший адъютант штаба 11-го армейского корпуса (05.04.1896—05.04.1898).
Подполковник (ст. 05.04.1898). Штаб-офицер для поручений при Командующем войсками Южно-Уссурийского отдела (05.04.1898—10.07.1899). Состоял в прикомандировании к Иркутскому пехотному юнкерскому училищу для преподавания военных наук (10.07.1899—11.07.1901). Начальник штаба 38-й пехотной дивизии (11.07.1901—07.02.1904).
Полковник (ст. 14.04.1902). Цензовое командование батальоном отбывал в 151-м пехотном Пятигорском полку (01.05.—01.09.1902). Штаб-офицер при управлении 51-й пехотной резервной бригады (07.02.—09.06.1904). Начальник штаба 51-й пехотной дивизии (09.06.1904—06.03.1905). Командир 178-го пехотного Венденского полка (06.03.1905—14.07.1910).
Генерал-майор (пр. 1910; ст. 14.07.1910; за отличие). Начальник штаба 3-го Сибирского армейского корпуса (14.07.1910—25.04.1915).
Участник Первой мировой войны. Отличился во время Августовской операции в феврале 1915 года упорной обороной г. Лык в Восточной Пруссии, чем обеспечил отход через Августов основных сил 3-го Сибирского и 26-го армейского корпусов. Командующий 7-й Сибирской стрелковой дивизией (25.04.1915—06.04.1917).
Генерал-лейтенант (ст. 18.09.1914) с утверждением в должности начальника той же дивизии. Состоял в резерве чинов при штабе Минского военного округа (с 06.04.1917).
После Октябрьской революции служил в РККА. Был включен в дополнительный список Генштаба РККА, составленный Наркомвоеном Украины от 1 сентября 1919 года. В списке Генштаба РККА от 7 августа 1920 года не значился.
Дальнейшая судьба и дата смерти неизвестны.
Был женат и имел двоих детей.

## Награды
- Награждён орденом Св. Георгия 4-й степени (21 мая 1915) и Георгиевским оружием (31 марта 1916).
- Также награждён орденами Св. Станислава 3-й степени (1897); Св. Анны 3-й степени (1902); Св. Станислава 2-й степени (1905); Св. Анны 2-й степени (1906); Св. Владимира 3-й степени (1912); Св. Станислава 1-й степени с мечами (1915); Св. Анны 1-й степени с мечами (1915); Св. Владимира 2-й степени с мечами (1915).